# شين ديتش
شين ديتش (بالإنجليزية: Sean Dyche)‏ (28 يونيو 1971 المملكة المتحدة - ) هو لاعب كرة قدم بريطاني، يلعب كمدافع.

## وصلات خارجية
شين ديتش على موقع قاعدة بيانات كرة القدم.إي يو (الإنجليزية)
- شين ديتش على موقع Soccerbase.com (لاعب) (الإنجليزية)
- شين ديتش على موقع Soccerbase.com (مدرب) (الإنجليزية)
- شين ديتش على موقع عالم كرة القدم.نت (الإنجليزية)